# Томулешть (Арджеш)
Томулешть, Томулешті (рум. Tomulești) — село у повіті Арджеш в Румунії. Входить до складу комуни Поєнарій-де-Арджеш.
Село розташоване на відстані 144 км на північний захід від Бухареста, 37 км на північний захід від Пітешть, 98 км на північний схід від Крайови, 108 км на південний захід від Брашова.

## Населення
За даними перепису населення 2002 року у селі проживали 55 осіб, усі — румуни. Усі жителі села рідною мовою назвали румунську.